# Episodi di Rocket Power - E la sfida continua... (quarta stagione)
La quarta stagione della serie animata Rocket Power - E la sfida continua..., composta da 11 episodi, è stata trasmessa negli Stati Uniti, da Nickelodeon, dal 19 luglio 2003 al 30 luglio 2004.
In Italia la stagione è stata trasmessa su Nickelodeon.
| Nº | Titolo originale           | Titolo italiano       | Prima TV USA     | Prima TV Italia |
| -- | -------------------------- | --------------------- | ---------------- | --------------- |
| 1  | Twist of Fate              |                       | 26 marzo 2004    |                 |
| 2  | A Rocket X-Mas             | Natale in casa Rocket | 15 dicembre 2003 |                 |
| 3  | Reggie's Big (Beach) Break |                       | 19 luglio 2003   |                 |
| 4  | Reggie's Big (Beach) Break |                       | 19 luglio 2003   |                 |
| 5  | Reggie's Big (Beach) Break |                       | 19 luglio 2003   |                 |
| 6a | New Girl on the Block      | La nuova arrivata     | 16 giugno 2004   |                 |
| 6b | After Shocked              |                       | 16 giugno 2004   |                 |
| 7  | Island of the Menehune     |                       | 16 luglio 2004   |                 |
| 8  | Island of the Menehune     |                       | 16 luglio 2004   |                 |
| 9  | Island of the Menehune     |                       | 16 luglio 2004   |                 |
| 10 | The Big Day                | Il grande giorno      | 30 luglio 2004   |                 |
| 11 | The Big Day                | Il grande giorno      | 30 luglio 2004   |                 |